# Angels in the Outfield (1994)
Angels in the Outfield is een Amerikaanse fantasy-sport-jeugdfilm uit 1994 onder regie van William Dear. De film, met in de hoofdrollen Danny Glover, Joseph Gordon-Levitt, Tony Danza en Christopher Lloyd, is een remake van de gelijknamige film uit 1951. Destijds werd hij niet in Nederland vertoond.
De film heeft twee direct-naar-videovervolgen: Angels in the Endzone (1997) en Angels in the Infield (2000).

## Verhaal
Roger Bomman is een pleegkind die fan is van het slecht presterende honkbalteam de Angels. Hoewel zijn vader nog leeft, heeft Roger weinig contact met hem; hij woont hoofdzakelijk bij zijn pleegmoeder Maggie Nelson, samen met zijn beste vriend J.P. Op een dag vraagt Roger zijn vader wanneer hij weer samen met hem kan wonen, waarop zijn vader antwoordt: "zodra de Angels een wedstrijd winnen." Roger neemt deze woorden letterlijk en bidt tot de hemel om het verzoek te inwilligen.
De volgende dag ziet hij op het honkbalveld dat de honkbalspelers uit zijn favoriete team door een engel geholpen naar de overwinning. Aanvankelijk gelooft niemand hem, maar al gauw overtuigt hij honkbalcoach George Knox van de engelen. Hij besluit daarop gebruik te maken van de nieuwe situatie om vele overwinningen te halen. Ondertussen bouwen Roger en George een hechte vriendschap op.

## Rolverdeling
| Acteur               | Personage           |
| -------------------- | ------------------- |
| Danny Glover         | George Knox         |
| Joseph Gordon-Levitt | Roger Bomman        |
| Brenda Fricker       | Mel Clark           |
| Tony Danza           | Maggie Nelson       |
| Christopher Lloyd    | Al "The Boss" Angel |
| Ben Johnson          | Hank Murphy         |
| Jay O. Sanders       | Ranch Wilder        |
| Milton Davis jr.     | J.P.                |
| Taylor Negron        | David Montagne      |
| Tony Longo           | Triscuitt Messmer   |
| Neal McDonough       | Whitt Bass          |
| Stoney Jackson       | Ray Mitchell        |
| Adrien Brody         | Danny Hemmerling    |
| Tim Conlon           | Wally               |
| Matthew McConaughey  | Ben Williams        |
| Israel Juarbe        | Jose Martinez       |
| Albert Garcia        | Pablo Garcia        |
| Dermot Mulroney      | Vader Bomman        |
| Robert Clohessy      | Frank Gates         |

## Prijzen en nominaties
| Jaar | Prijs               | Categorie                             | Genomineerde(n)        | Uitslag     |
| ---- | ------------------- | ------------------------------------- | ---------------------- | ----------- |
| 1995 | Saturn Awards       | Beste Fantasyfilm                     | Angels in the Outfield | Genomineerd |
| 1995 | Saturn Awards       | Beste Jonge Acteur                    | Joseph Gordon-Levitt   | Genomineerd |
| 1995 | Saturn Awards       | Beste Regisseur                       | William Dear           | Genomineerd |
| 1995 | Young Artist Awards | Beste Acteur van 10 Jaar of Jonger    | Milton Davis jr.       | Genomineerd |
| 1995 | YoungStar Awards    | Beste Jonge Acteur in een Komediefilm | Joseph Gordon-Levitt   | Gewonnen    |